# Onzième circonscription de Hokkaidō
La onzième circonscription de Hokkaidō (北海道第11区, Hokkaidō dai-jū-ikku) est l'une des douze circonscriptions législatives que compte la préfecture de Hokkaidō au Japon.

## Description géographique
Depuis 1994, la onzième circonscription de Hokkaidō correspond à la sous-préfecture de Tokachi, dont la ville d'Obihiro,,.

## Députés
| Législature | Début de mandat | Fin de mandat | Député élu             | Parti politique | Parti politique |
| ----------- | --------------- | ------------- | ---------------------- | --------------- | --------------- |
| 41e         | 1996            | 2000          | Shōichi Nakagawa       |                 | PLD             |
| 42e         | 2000            | 2003          | Shōichi Nakagawa       |                 | PLD             |
| 43e         | 2003            | 2005          | Shōichi Nakagawa       |                 | PLD             |
| 44e         | 2005            | 2009          | Shōichi Nakagawa       |                 | PLD             |
| 45e         | 2009            | 2012          | Tomohiro Ishikawa (ja) |                 | PDJ             |
| 46e         | 2012            | 2014          | Yūko Nakagawa          |                 | PLD             |
| 47e         | 2014            | 2017          | Yūko Nakagawa          |                 | PLD             |
| 48e         | 2017            | 2021          | Kaori Ishikawa         |                 | PDC             |
| 49e         | 2021            | 2024          | Kaori Ishikawa         |                 | PDC             |
| 50e         | 2024            | -             | Kaori Ishikawa         |                 | PDC             |